# Sewastopolska Miejska Administracja Państwowa
Sewastopolska Miejska Administracja Państwowa – administracja państwowa (ODA), działająca w mieście wydzielonym (na prawach obwodu) Sewastopol na Ukrainie.

## Przewodniczący ODA
- Serhij Kunicyn (od 3 czerwca 2006)
- Wałerij Saratow (od 6 kwietnia 2010)
- Wołodymyr Jacuba (od czerwca 2011 do 2014)